# ماسدام
ماسدام هو جبن هولندي مصنوع على الطريقة السويسرية ومن حليب البقر، ينضج أسرع من الجبن الهولندية الأخرى. يوجد في مسدام ثقوب داخلية من عملية النضج، وقشرة ناعمة صفراء في بعض الأحيان، وهو مشمع قليلا مثل جبنة جودا. تم ابتكاره للتنافس مع الجبن السويسري إمنتال من خلال كونه أقل تكلفة وأسرع في الإنتاج. تم إدخال هذا النمط في عام 1984 من قبل شركة بارس كجبن ليردمر الذي يحمل علامة تجارية، على الرغم من أنه مصنوع الآن من قبل شركات هولندية أخرى تحت اسم ماسدامير. ويسمى تيمنا بقرية ماسدام في مقاطعة زويد بهولندا.

## القيمة الغذائية
القيم الغذائية لماسدام لكل 100 غرام تقريبا:
- الطاقة: 349 سعرة حرارية
- الدهون: 27 غرام
- البروتين: 26 غرام
- الكالسيوم: 850 ملغ.